# Ниломер
Ниломер или Нилометр — сооружение для измерения уровня Нила, градуированная стена или колонна, помещавшаяся в колодец, связанный каналом с рекой.
Ниломеры использовались ещё со времён фараонов. Нил разливался, оставляя плодородную почву в долине, начинался сельскохозяйственный сезон. Слабый разлив сулил голод, так как затоплялись малые территории. Сильный разлив также мог вызвать катастрофические последствия. Чтобы предугадывать объём предстоящего затопления на реке от острова Элефантина и вниз по течению были построены подобные сооружения.
В Средние века некоторые древние ниломеры восстановили, строились новые. Показатели уровня воды регистрировались, и по некоторым сохранившимся записям сегодня можно определить, в какие годы был сильный или слабый разлив. По Родскому ниломеру имеются данные наблюдений с 621 года н. э. — считается, что это самый длинный в мире ряд систематических измерений.
Сохранилось около 20 ниломеров. Наиболее известные из них — Дом паводков на островах Рода (Ар-Рауда) (Старый Каир) и Элефантина в окрестностях Асуана. Один из ниломеров расположен внутри церкви Святого Георгия в Каире.
Сегодня ниломеры являются историческими памятниками, так как потеряли своё практическое значение после постройки Асуанской плотины в 1960 году.

## Галерея
- Древнейший ниломер на о. Элефантина
- Система замерения уровня воды на Элефантине
- Конический купол над ниломером на острове Рода
- Ниломер на Роде. Литография 1840 года Дэвида Робертса
- Ниломер в храме Ком-Омбо